# Necropoli di San Benedetto
La necropoli di San Benedetto è un sito archeologico situato nel territorio del comune di Iglesias, provincia del Sulcis Iglesiente, in località San Benedetto.

## Descrizione
Venne individuata casualmente durante dei lavori agricoli nel 1961 che la danneggiarono parzialmente. I primi scavi misero alla luce cinque domus de janas, risalenti al IV millennio a.C.. Gli scavi riguardarono in particolare la Tomba II (composta da tre stanze), di grande importanza per la comprensione della preistoria della Sardegna per via del fatto che è l'unico sepolcro inviolato appartenente esclusivamente alla cultura di Ozieri scoperto in Sardegna.
Furono rinvenuti i resti di circa 35-40 individui, imparentati fra loro, sia di sesso maschile che di sesso femminile, mostranti carie nel 7% dei casi. Erano accompagnati da un corredo funebre comprendente oggetti (lame, frecce, collane) in selce, ossidiana, pietra verde e ceramiche tipiche della cultura di Ozieri.
La necropoli venne ricoperta una volta ultimati i lavori di recupero dei reperti e attualmente non è più accessibile.